# Закон про ленд-ліз для оборони демократії Україною від 2022 року
Закон про ленд-ліз для оборони демократії Україною від 2022 року (англ. Ukraine Democracy Defense Lend-Lease Act of 2022) — це акт Конгресу Сполучених Штатів, за яким українському урядові постачатимуться матеріальні засоби в спосіб, подібний до ленд-лізу під час Другої світової війни. Президент США Байден відмовився користуватися цим законом, і термін дії закону сплив.
Закон про ленд-ліз усуває бюрократичні перешкоди та дозволяє уряду США швидко надавати озброєння та інші матеріально-технічні ресурси Україні чи урядам східноєвропейських країн, які зіткнулися з вторгненням Росії в Україну, для ведення бойових дій. Передбачається, що так само, як у роки Другої світової війни, країна-отримувач оплачуватиме лише те обладнання, отримане за ленд-лізом, яке вирішить залишити в себе після закінчення війни.[джерело?]
Зазначається, що військова допомога в рамках ленд-лізу почне надходити в Україну з початку нового фінансового року в Сполучених Штатах, тобто з жовтня 2022 року. До цього часу вся військова допомога Україні надходить поза ленд-лізом безкоштовно.[джерело?]

## Історія
У січні 2022 року, ще до початку повномасштабного вторгнення росії в Україну в Сенаті США Джон Корнін створив законопроєкт про ленд-ліз для України, співавторами якого стали Роджер Вікер, Бенджамін Кардін та Джин Шахін. Сенаторка Шахін зазначила:
|  | Цей законопроєкт гарантує, що бюрократичні перешкоди не завадять адміністрації діяти швидко, щоб надати Україні інструменти, необхідні для захисту цивільного населення, якщо Путін вирішить вторгнутися. Кремль дорого заплатить за ескалацію цієї кризи, а США підкріплять справою свої обіцянки допомогти Україні захиститися. |

«Завдяки програмі ленд-лізу Збройні сили України зможуть перейти від радянського озброєння до сучасних військових систем та стандартів НАТО. США свого часу підписали ленд-ліз у роки Другої світової війни, цей крок став одним із вирішальних для перемоги над нацистською Німеччиною».
14 серпня 2023 року, посол України у США Оксана Маркарова в інтерв'ю телеканалу "Суспільне" повідомила, що Україна проситиме у США подовжити закон про ленд-ліз на 2024 рік. Вона наголосила про те, що дія закону про ленд-ліз для України закінчується у вересні, проте для нашої держави це важливо, як інструмент додаткової допомоги.
З жовтня 2023 року американський закон про ленд-ліз для України — втратив чинність. Згідно повідомлення BBC News Україна, по-перше, Київ та Вашингтон не уклали відповідні угоди, де, вочевидь, були б прописані всі необхідні умови і об'єми військової допомоги, по-друге, що більш важливо, цей закон діяв лише на 2022 і 2023 фіскальні роки в США. Відповідно, новий фіскальний рік в США наступив з жовтня поточного року. Влада США мала б продовжити дію закону на наступний рік, але цього так і не зробила.

## Положення
Повна назва закону — «Закон про надання Президентові розширених повноважень щодо укладання угод з Урядом України про позику або оренду оборонних виробів цьому Урядові для захисту цивільного населення в Україні від російського військового вторгнення та для інших цілей».
Закон зменшує тяганини щодо експорту оборонної техніки зі США в Україну, щоб забезпечити оперативне постачання обладнання. Він застосовується до 2022 та 2023 фінансових років.
Закон названо ленд-лізом через програму часів Другої світової війни, яка постачала зброю та припаси від США силам Союзників.

## Ухвалення

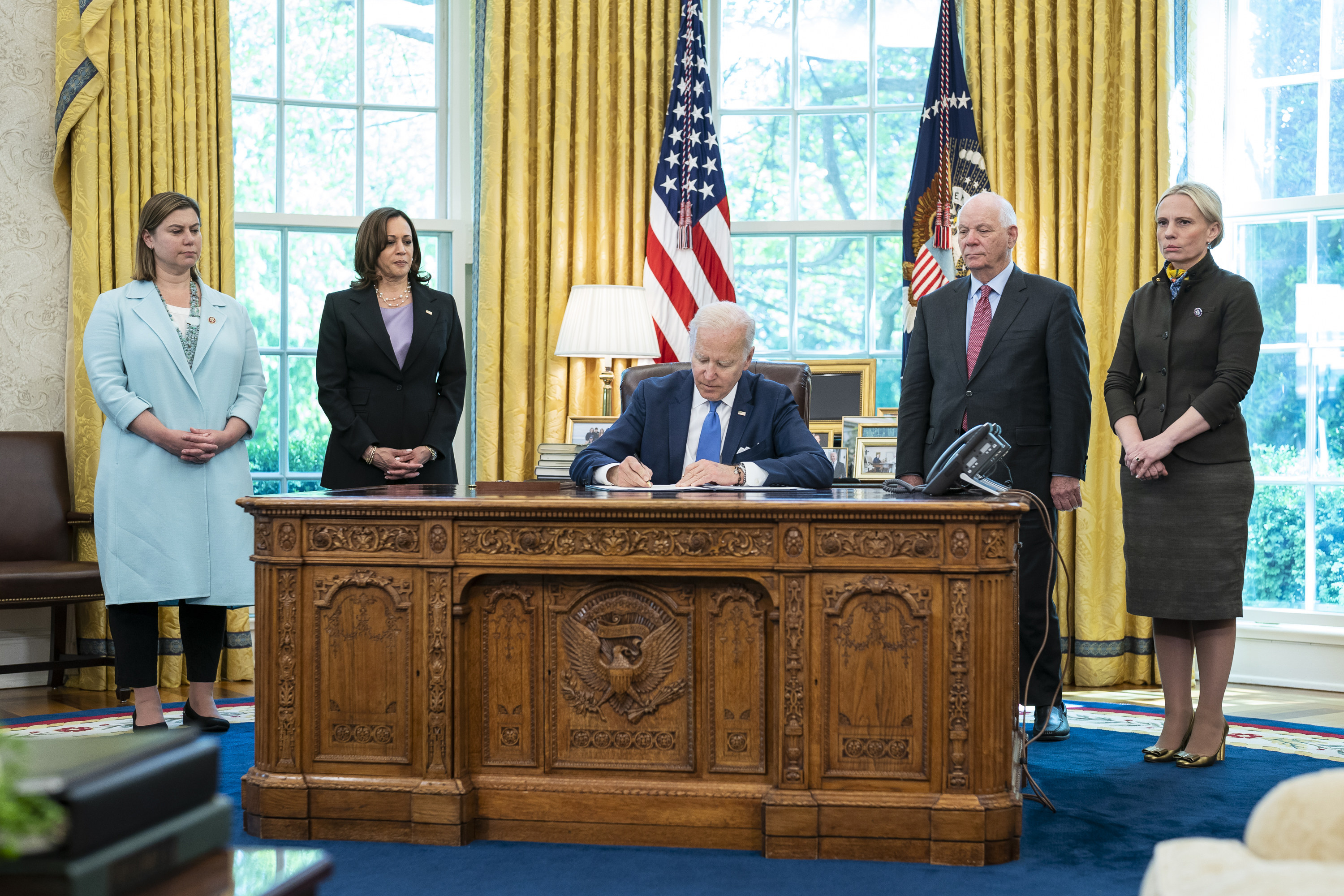
Президент США Джо Байден підписує Закон про ленд-ліз для захисту демократії Україною від 2022 року в Овальному кабінеті Білого дому, округ Колумбія, 9 травня 2022 р. Ліворуч Елісса Слоткін та Камала Гарріс, праворуч Бен Кардін та Вікторія Спартц

19 січня 2022 року Джон Корнин, сенатор Техасу, передав законопроєкт на розгляд Комітетом Сенату США з міжнародних відносин .
Законопроєкт був одностайно прийнятий в Сенаті США 6 квітня 2022 року і прийнятий у Палаті представників 417 голосами проти 10 голосів 28 квітня 2022 року.
9 травня 2022 року, о 22:30 за київським часом, закон було підписано президентом США Джо Байденом Дата підписання — День Перемоги, свято, яке відзначається в Російській Федерації на честь перемоги СРСР над нацистською Німеччиною.

## Текст
(a) Повноваження надавати або здавати в оренду предмети оборони певним урядам.—

(1) ЗАГАЛЬНЕ.— Згідно з параграфом (2), на 2022 та 2023 фінансові роки Президент може уповноважити уряд Сполучених Штатів надавати або орендувати найменування озброєнь уряду України або урядам країн Східної Європи, які постраждали від вторгнення Російської Федерації в Україну, щоб допомогти зміцнити обороноздатність цих країн та захистити їхнє мирне населення від потенційного вторгнення чи триваючої агресії з боку збройних сил Уряду Російської Федерації.
(2) ВИКЛЮЧЕННЯ.— Для цілей повноважень, описаних у пункті (1), оскільки цей орган пов'язаний з Україною, наступні положення закону не застосовуються:
(A) Розділ 503(b)(3) Закону про іноземну допомогу 1961 року (22 U.S.C. 2311(b)(3)).
(B) Розділ 61 Закону про контроль за експортом озброєнь (22 U.S.C. 2796).
(3) УМОВА.— Будь-яка позика або оренда оборонних виробів Уряду України відповідно до пункту (1) підлягає застосуванню всіх застосовних законів щодо повернення, відшкодування та погашення позики або оренди оборонних виробів іноземним урядам.
(4) ДЕЛЕГАЦІЯ ПОВНОВАЖЕНЬ.— Президент може делегувати розширені повноваження відповідно до цього підрозділу лише посадовій особі, призначеній Президентом Сенатом, за порадою та згодою Сенату.
(b) Порядок доставки предметів оборони.— Не пізніше ніж через 60 днів з дня набрання чинності цим Законом Президент встановлює прискорені процедури передачі будь-яких предметів оборони, позичених чи орендованих Уряду України за договором, укладеним у пп. підпункт (a) для забезпечення своєчасної доставки статті цьому уряду.

(c) Визначення статті оборони. У цьому Законі термін «предмет оборони» має значення, з огляду на цей термін у розділі 47 Закону про контроль за експортом зброї (22 U.S.C. 2794).

## Міжнародна реакція
- Україна — Українська влада вважає такий крок повністю виправданим та відповідним нормам та стандартам демократії в Європі та світі. Президент України Володимир Зеленський подякував владі Сполучених Штатів Америки за ухвалення програми ленд-лізу, яка передбачає спрощення військової допомоги Україні. Він назвав програми закордонної підтримки України доказом того, «що свобода й нині вміє захищатися від тиранії»[20].
- Російська Федерація — 15 квітня 2022 року, Російська Федерація надіслала ноту до адміністрації президента Байдена з попередженням про «непередбачувані наслідки», у разі, якщо постачання озброєнь до України не буде припинено[21]. Окрім того, Голова Держдуми В'ячеслав Володін прокоментував у своєму телеграм-каналі рішення про ленд-ліз для України, заявивши, ніби програма спричинить величезні борги для України перед США. Як зазначило видання The Insider, це неправда: будь-яке військове обладнання втрачене в бою, поставлене за програмою ленд-лізу, списується, і держава, яка отримала допомогу, за неї нічого не винна. А обладнання, яке залишилося цілим, Україна може повернути й зовсім не платити. Перераховувати гроші США буде необхідно, тільки якщо Україна вирішить залишити вціліле озброєння у себе та після бойових дій[22].